# 1ª Divisione celere "Eugenio di Savoia"
La 1ª Divisione Celere "Eugenio di Savoia" fu una grande unità del Regio Esercito, operante durante l'occupazione italiana dell'Albania e la seconda guerra mondiale. Era una delle tre divisioni celeri, ovvero divisioni ibride inizialmente composte da due reggimenti di cavalleria (ognuno su due gruppi squadroni montati ed uno Squadrone Mitraglieri, sempre montato), da un Reggimento di bersaglieri ciclisti (poi autocarrati), da un reggimento di artiglieria su un gruppo ippotrainato da 75/27 Mod. 1912 e due gruppi motorizzati da 75/27 Mod. 1911, e da un gruppo corazzato su 61 carri del tipo CV33 e L6/40. L'organico al 10 giugno 1940 era di 7310 uomini, con 2154 cavalli, 418 veicoli a motore, 24 trattori di artiglieria, 539 motocicli e 2500 biciclette. Le dotazioni, oltre ai già citati carri leggeri, comprendevano 48 cannoni (16 antiaerei da 20/65, 8 anticarro da 47/32 e 24 pezzi campali da 75/27 Mod. 1912), 249 mitragliatrici pesanti e 172 leggere. Prive di una effettiva capacità operativa nel contesto di una guerra meccanizzata, le divisioni celeri videro un limitatissimo impiego operativo e vennero largamente riutilizzate per la costituzione di unità di altro tipo.
Per le divisioni celeri furono scelti i nomi dei migliori condottieri di Casa Savoia; in particolare questa divisione ebbe il nome di Eugenio di Savoia, generale e comandante supremo dell'esercito imperiale asburgico.

## Storia
Erede ideale della 1ª Divisione di Cavalleria del Friuli, il 17 aprile 1930 si costituì ad Udine come I Divisione Celere, mentre il I Comando Superiore di Cavalleria, che all'epoca inquadrava il Reggimento "Cavalleggeri di Saluzzo", il Reggimento "Cavalleggeri di Monferrato" ed il Reggimento "Cavalleggeri di Alessandria", riassunse il 15 giugno successivo la vecchia denominazione di I Brigata di Cavalleria e venne inserita nella nuova divisione, che l'anno successivo ricevette anche la componente di artiglieria con il 1º Reggimento artiglieria leggero. Nel gennaio 1933 il Reggimento "Piemonte Cavalleria" (2º) sostituisce il "Cavalleggeri di Monferrato" ed il 1º gennaio 1934 la divisione e la sua brigata assunsero il nome definitivo 1ª Divisione Celere "Eugenio di Savoia" e I Brigata Celere "Eugenio di Savoia"; con lo stesso provvedimento la brigata riceve l'11º Reggimento bersaglieri e dal I Gruppo Carri Leggeri "San Giusto". Il 1º febbraio 1938 vennero soppressi tutti i Comandi di Brigata indivisionati, compreso quindi il Comando I Brigata Celere, cosicché i reggimenti di cavalleria e bersaglieri e il gruppo carri passarono alla dipendenze diretta del Comando di Divisione. Nell'ottobre del 1938 il Reggimento "Cavalleggeri di Alessandria" sostituì il Reggimento "Piemonte Cavalleria".
Prende parte all'occupazione italiana dell'Albania con il XXVII Battaglione dell'11º Reggimento bersaglieri, che il 6 aprile 1939 sbarca a Durazzo.
Allo scoppio della seconda guerra mondiale l'unità è dislocata in Friuli, esattamente da giugno ad agosto del 1940 a Spilimbergo e poi a Tricesimo, per spostarsi poi nel marzo del 1941 a ridosso del confine jugoslavo (San Daniele del Carso, Tomadio, Rifembergo) in vista dell'invasione di quello Stato. Il 30 dello stesso mese la divisione perde il Comando ed il II e III Gruppo motorizzati del 1º Reggimento artiglieria celere "Principe Eugenio di Savoia", che vengono inviati in Africa settentrionale; la divisione, con in forza quindi solo il I Gruppo artiglieria a cavallo, guadagna però il 3 aprile successivo il 1º Reggimento "Nizza Cavalleria". Il 13 aprile la divisione entra in territorio croato e, toccando Grobnic e Slunj, il 18 sosta nella zona di Dreznk per riorganizzarsi. Proseguendo l'avanzata raggiunge Ogulin, Senj e Gospić. A maggio presidia la zona di Karlovac, dove è impegnata in attività di rastrellamento e controguerriglia. Dal luglio del 1941 la divisione rimane senza la componente di artiglieria quando anche il I Gruppo artiglieria a cavallo viene ceduto per costituire il Reggimento Artiglieria a Cavallo, che verrà assegnato alla 3ª Divisione Celere "Principe Amedeo Duca d'Aosta". Nell'ambito dell'attività antipartigiane, i reparti della "Eugenio di Savoia" sono coinvolti in scontri anche molto violenti come nel maggio del 1942 nelle zone di Prelisce, Netretić, Kupa e Guriaci, lungo la linea ferroviaria Zagabria-Karlovac. Nell'ottobre 1942 la divisione viene trasferita in Dalmazia, assumendo il controllo della zona Sebenico-Vodice. Anche in questa zona dall'inizio del 1943 si verificano aspri combattimenti, come a Corljevo, a Danilo, a Scardona, Bilizze e soprattutto a Zuta Lokva, presidio riconquistato con un'operazione in grande stile il 28 maggio. Nei mesi successivi la divisione non opera come grande unità, ma i suoi reparti vengono aggregati ad altre divisioni del V e XVIII Corpo d'armata, fino all'8 settembre, quando i tedeschi ed i partigiani impediscono alla divisione di concentrarsi a Fiume, come deciso dal Comando. La divisione celere si scioglie così il 13 settembre.

## Ordine di battaglia: 1940
- 11º Reggimento bersaglieri
- Reggimento "Cavalleggeri di Saluzzo" (12º)
- Reggimento "Cavalleggeri di Alessandria" (14º)
- 1º Reggimento artiglieria celere "Principe Eugenio di Savoia"
- 271ª Compagnia controcarri
- 101ª Compagnia genio artieri
- 1ª Compagnia genio segnalazioni/trasmissioni
- 71ª Sezione sanità
- 10º Nucleo chirurgico
- 211ª Sezione mista mitraglieri
- 91ª Sezione sussistenza
- I Gruppo Carri Leggeri "San Giusto" su carri CV33 e L6/40

## Comandanti (1934-1943)
- Gen. D. Riccardo Moizo dal 16 settembre 1934.
- Gen. D. Mario Caracciolo di Feroleto
- Gen. B. Umberto Vaccari (interim)
- Gen. D. Emilio Gamerra
- Gen. D. Federico Ferrari-Orsi
- Gen. B. Nino Sozzani
- Gen. B. Giuseppe Lombard (interim)
- Gen. D. Cesare Lomaglio